# Antoine Fontaney
Antoine Fontaney (* 1803 in Paris; † 11. Juni 1837 ebenda) war ein französischer Schriftsteller.

## Leben und Werk
Antoine Fontaney frequentierte den literarischen Salon von Charles Nodier. Er war mit Victor Hugo (dem er ein Sonett widmete) und Sainte-Beuve befreundet. 1828 veröffentlichte er einen Gedichtband. Nach der Julirevolution von 1830 ging er als Botschaftsattaché nach Spanien und sandte an die Revue des Deux Mondes eine Serie von Artikeln, die er 1835 in einem Buch zusammenfasste (unter dem Pseudonym: Lord Feeling). Sein erst 1925 herausgegebenes Tagebuch ist aufschlussreich für die französische romantische Szene der 1920er und 1930er Jahre.
Fontaney warb vergeblich um Marie Nodier. Er entführte Gabrielle Dorval (1816–1837), die Tochter der berühmten Schauspielerin Marie Dorval, aus einem Kloster und lebte mit ihr ein kurzes Glück in England. Nach der Rückkehr starb sie an Schwindsucht und er kurz darauf ebenfalls.

## Werke (Auswahl)
- Ballades, mélodies et poésies diverses. Hayet, Paris 1829. Slatkine, Genf 1977.
- Scènes de la vie castillane et andalouse. Charpentier, Paris 1835. Slatkine, Genf 1977. V. Hamy, Paris 1991.
- Journal intime. Hrsg. René Jasinski. Les Presses françaises, Paris 1925.